# 3,6-dimetiloctano
El 3,6-dimetiloctano es un alcano de cadena ramificada con fórmula molecular C10H22.